# Fosse no 6 - 7 des mines de Drocourt
La fosse no 6 - 7 de la Compagnie des mines de Drocourt est un ancien charbonnage du Bassin minier du Nord-Pas-de-Calais, situé à Beaumont-en-Artois, devenu Hénin-Beaumont en 1970 à la suite de la fusion avec Hénin-Liétard. La Compagnie des mines de Vicoigne-Nœux rachète la Compagnie de Drocourt le 13 mars 1925. Le puits no 7 est commencé en 1930, le puits no 6 en 1931. Un terril plat no 91, 6 - 7 de Drocourt, est entrepris à l'ouest de la fosse. Des habitations sont construites à l'ouest de la fosse. Les puits sont noyés durant la Seconde Guerre mondiale.
La Compagnie des mines de Drocourt est nationalisée en 1946, et intègre le Groupe d'Hénin-Liétard. Des logements sont rajoutés dans la cité déjà établie. Les puits sont dénoyés en 1958 grâce à une bowette en provenance de la fosse no 2 - 2 bis des mines de Dourges. La fosse no 6 - 7 est alors affectée à l'aérage jusqu'en 1968, date à laquelle les puits sont remblayés. Les installations sont ensuite détruites.
Au début du XXIe siècle, Charbonnages de France matérialise les têtes des puits nos 6 et 7. Le terril est un espace vert. Les cités ont été rénovées.

## La fosse

### Fonçage
Le puits no 7 de la fosse no 6 - 7 est commencé à Beaumont-en-Artois en 1930 par la Compagnie des mines de Vicoigne-Nœux-Drocourt, et le puits no 6 en 1931. Le puits no 7 est situé à 55 mètres à l'est-nord-est du puits no 7. La Compagnie de Vicoigne-Nœux a racheté celle de Drocourt cinq ans plus tôt en 1925.
Le puits no 7 est cuvelé en béton armé de 21,33 à 104,61 mètres de profondeur, son diamètre est de 5,50 ou 5,60 mètres. Le charbon est rencontré à la profondeur de 432 mètres.

### Exploitation
Durant la Seconde Guerre mondiale, les puits sont ennoyés. La Compagnie des mines de Drocourt est nationalisée en 1946, et intègre le Groupe d'Hénin-Liétard. Les puits restent noyés jusqu'en 1958, date à laquelle une bowette en provenance de la fosse no 2 - 2 bis des mines de Dourges permet de les dénoyer. Cette dernière est sise à Hénin-Beaumont à 2 377 mètres au nord-nord-ouest.
Les puits nos 6 et 7 assurent l'aérage de la fosse no 2 - 2 bis jusqu'en 1968, date à laquelle ils sont remblayés. Ils étaient alors respectivement profonds de 657 et 772 mètres. Des accrochages ont été établis à 525, 635 et 749 mètres dans le puits no 7. Le puits no 7 est remblayé jusque 105 mètres de profondeur par des schistes tout venant, puis par des cendres volantes jusqu'au jour. Une dalle a ensuite été réalisée. Beaumont-en-Artois est absorbé par Hénin-Liétard en 1970 et forme à partir de cette date Hénin-Beaumont,.

### Reconversion
En 1996, la dalle existante du puits no 7 est détruite, les remblais sont dégagés, les galeries de surface sont traitées. Un bouchon en béton est réalisé sur une hauteur de 10,60 mètres, ainsi qu'une dalle de 7,60 mètres au carré sur le bouchon. Un tubage carré est au contact avec les remblais et est noyé dans le bouchon et la dalle. Il permet de contrôler les remblais et la présence éventuelle de grisou. Un joint plein équipe la tête du tubage. Le puits no 6 est également matérialisé. Le BRGM y effectue des inspections chaque année.
Il ne reste rien de la fosse. Le carreau de fosse est réaménage en espace vert.

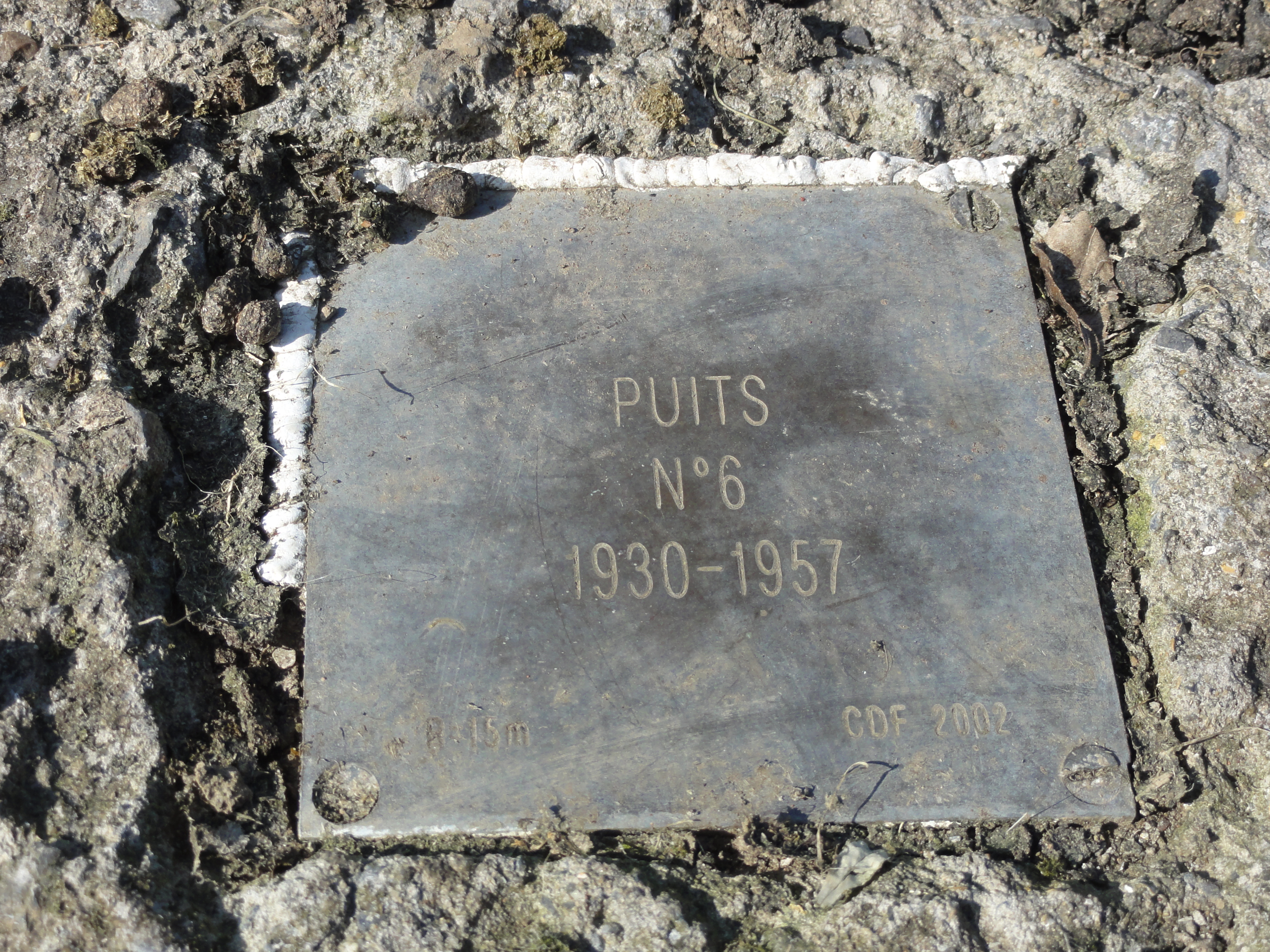
Puits no 6, 1930-1957.
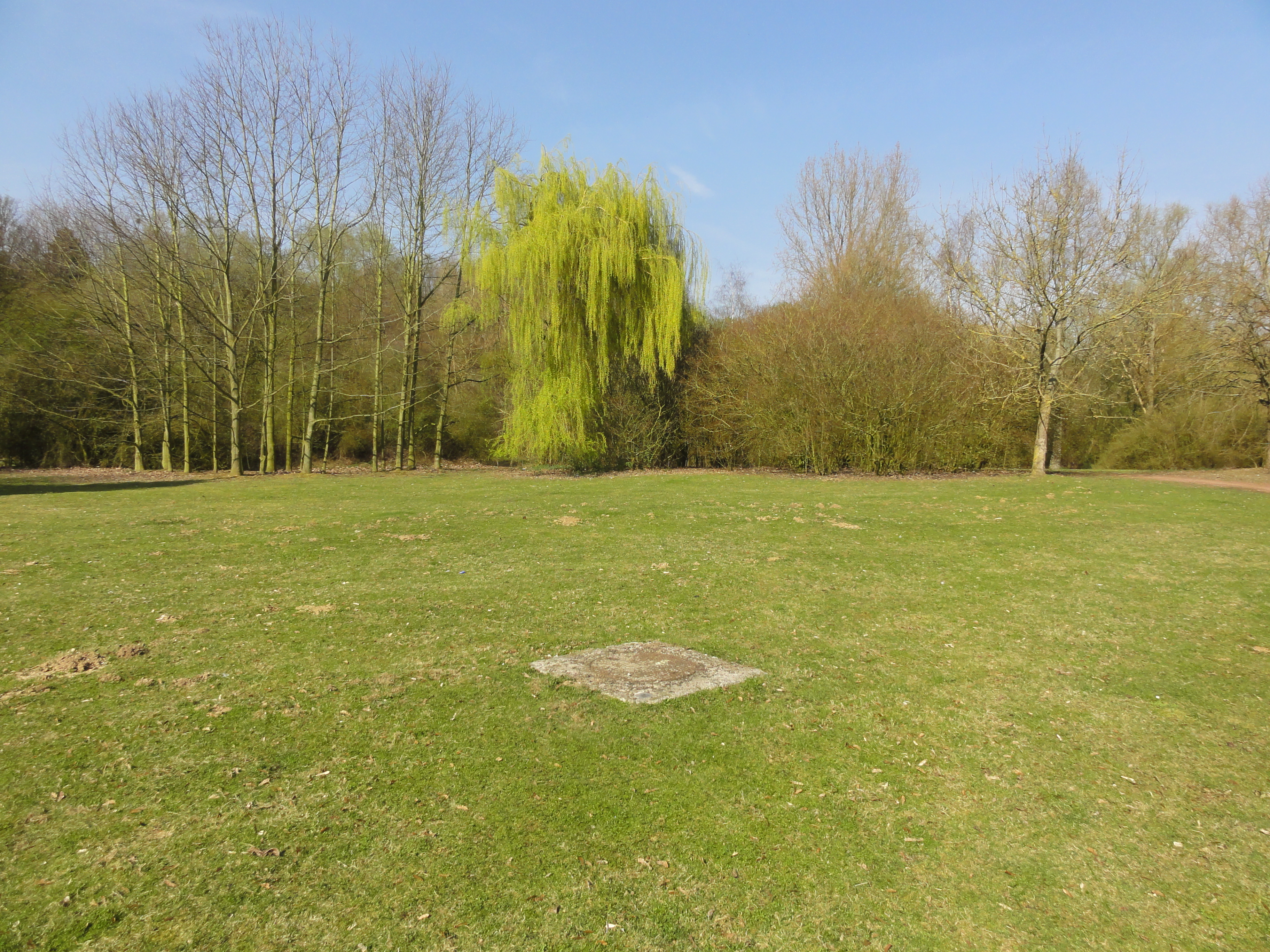
Le puits no 6 dans son environnement.
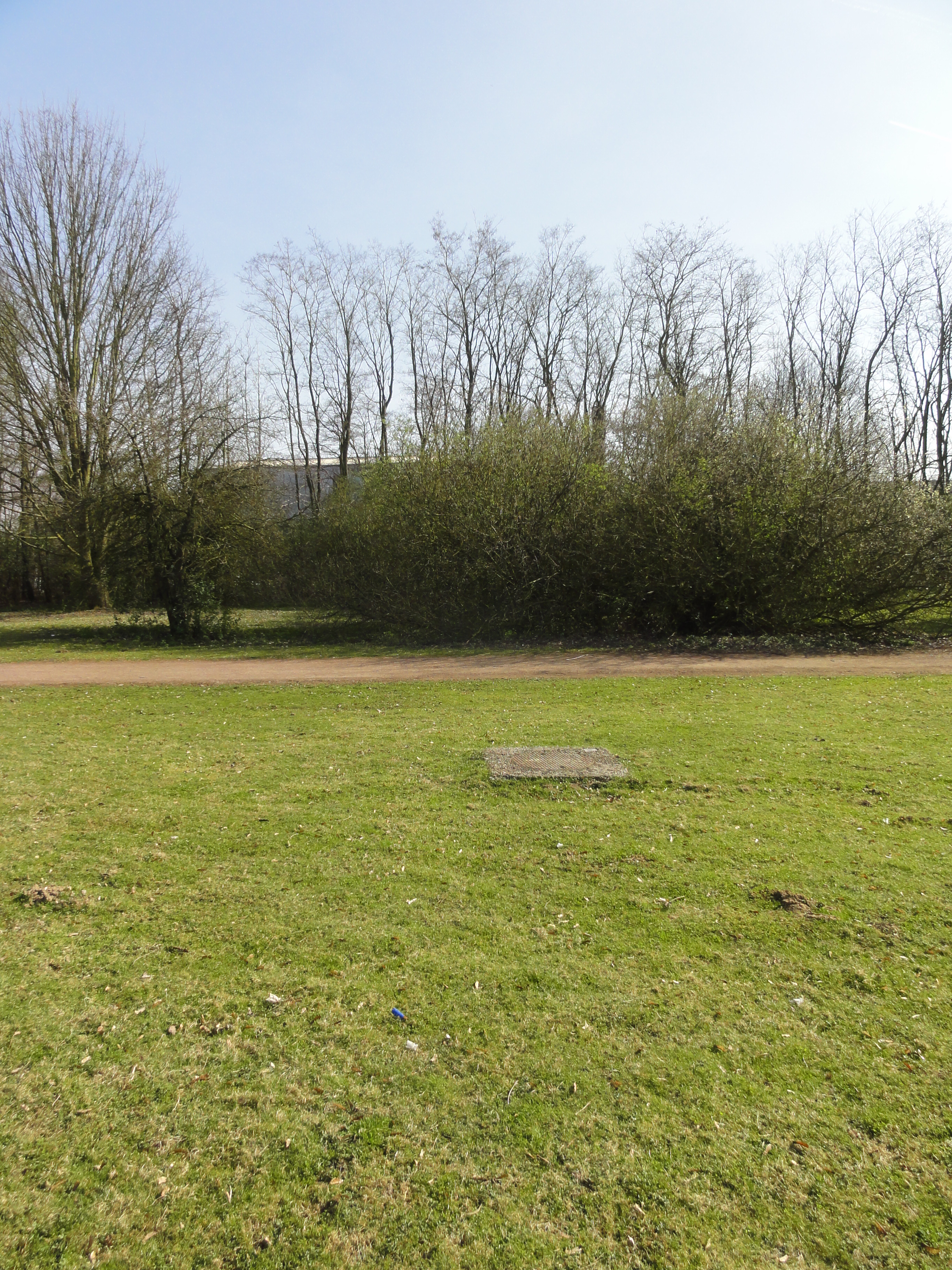
Le puits no 6 dans son environnement.
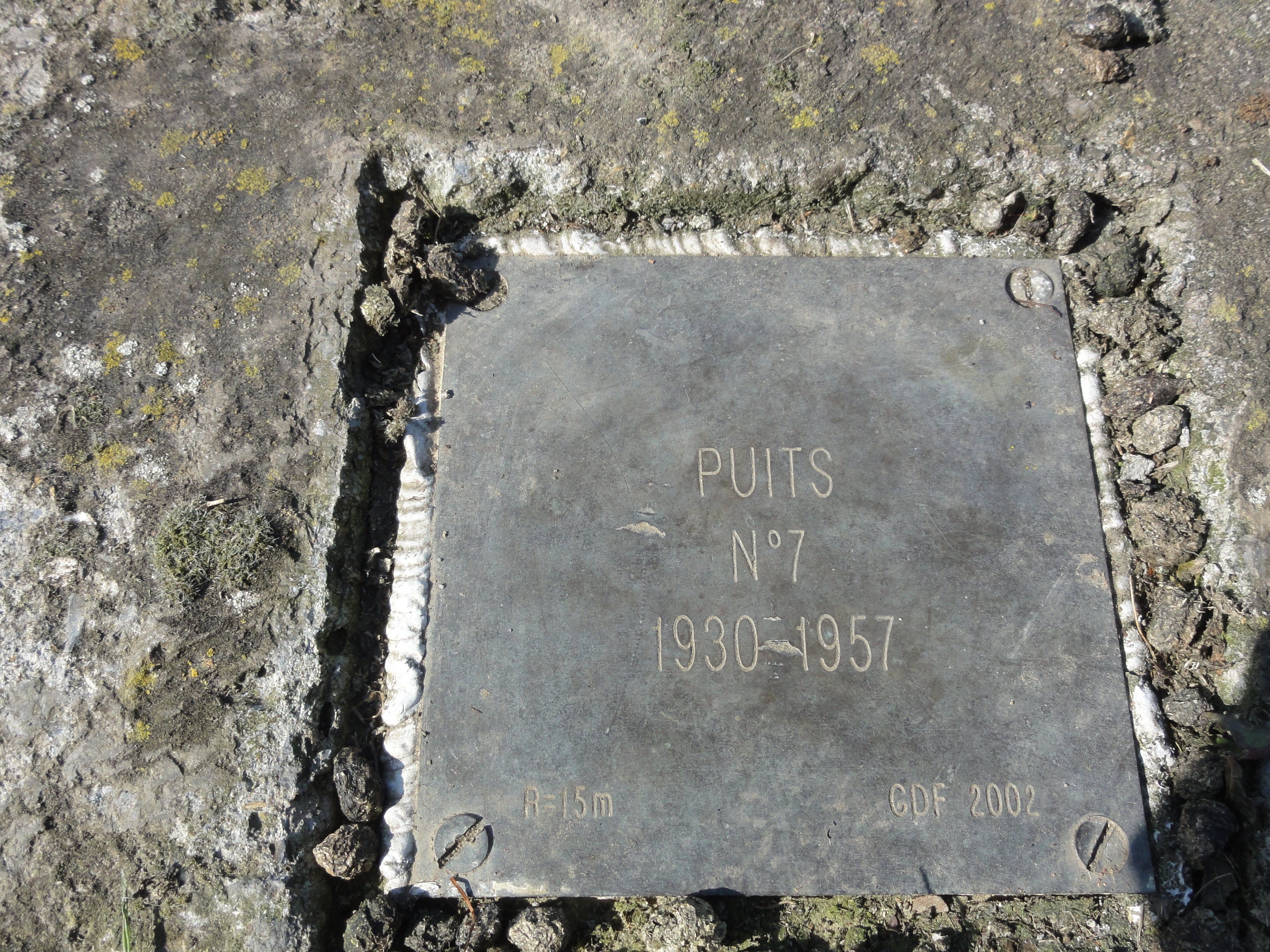
Puits no 7, 1930-1957.
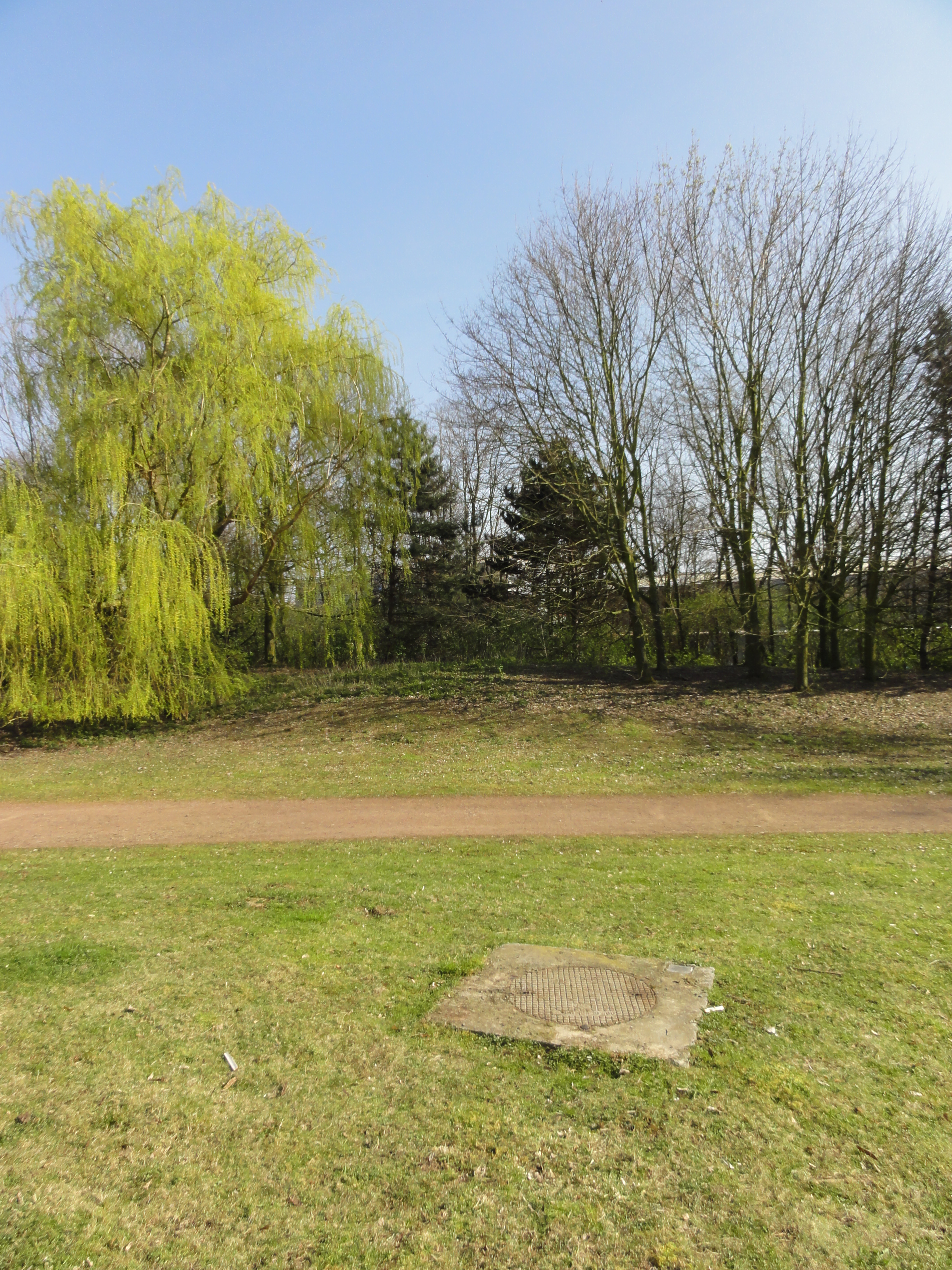
Le puits no 7 dans son environnement.
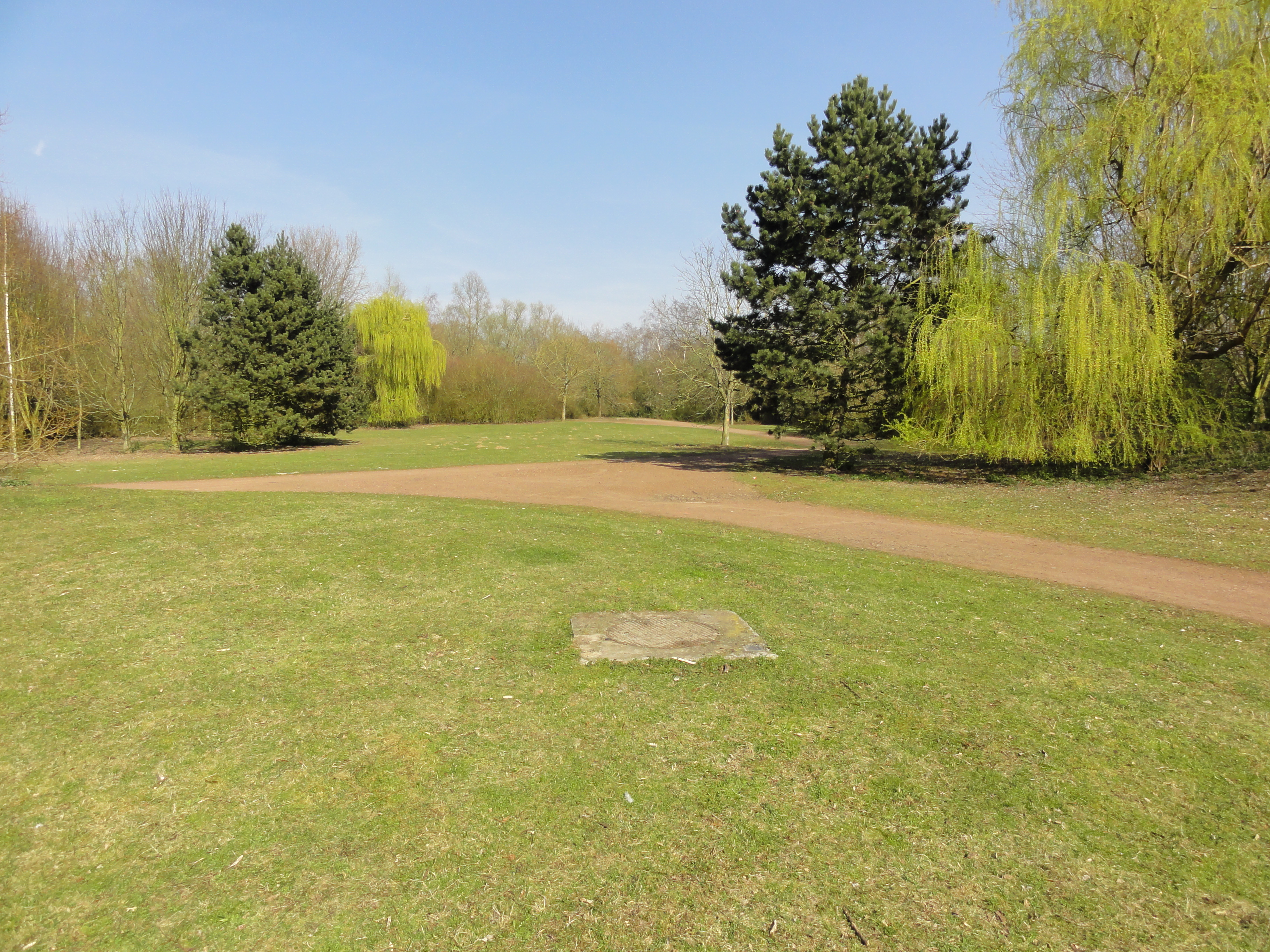
Le puits no 7 dans son environnement.

## Le terril

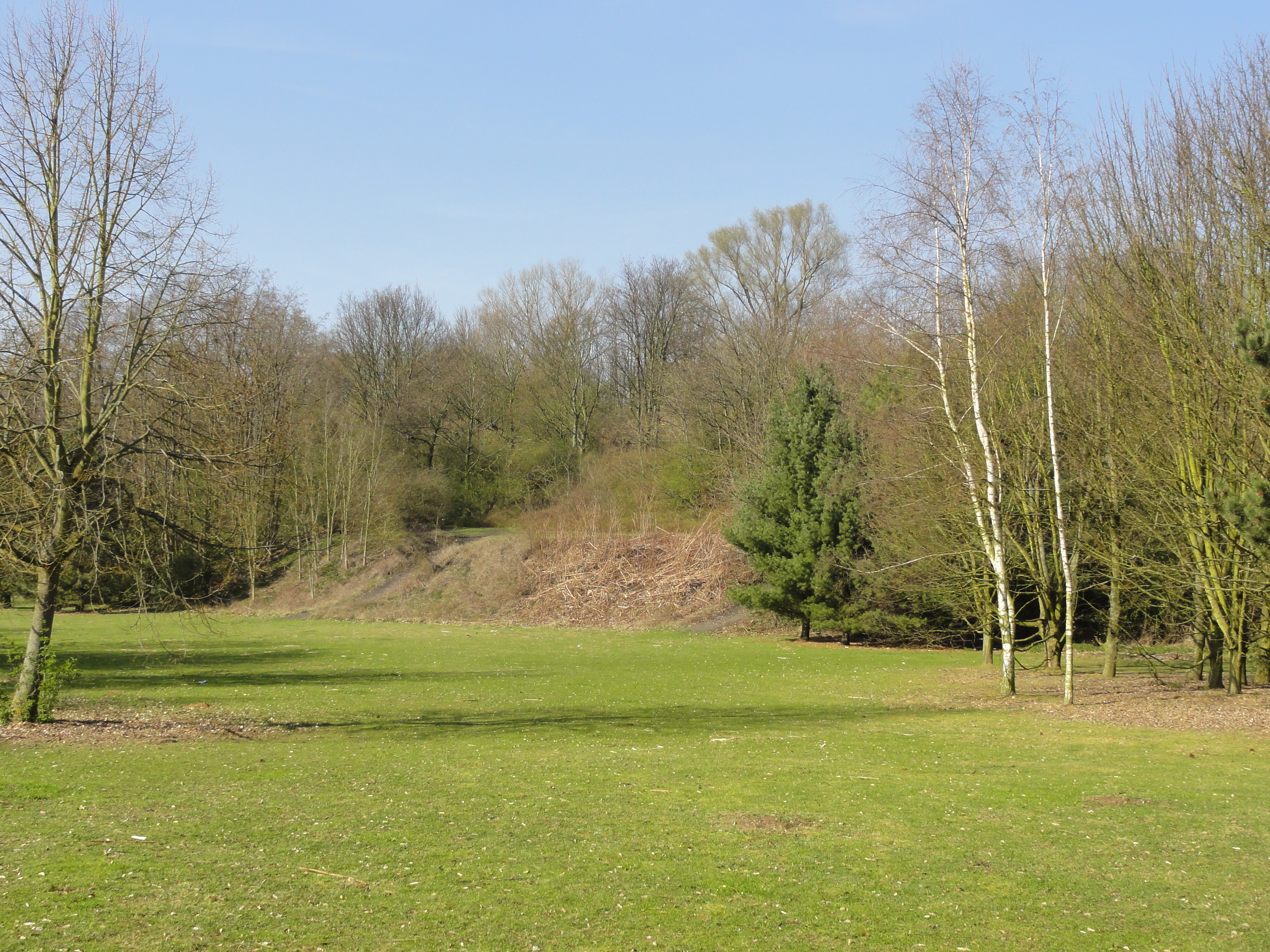
Le terril.

50° 24′ 09″ N, 2° 58′ 13″ E
Le terril no 91, 6 - 7 de Drocourt, situé à Hénin-Beaumont, est le terril plat de la fosse no 6 - 7 des mines de Drocourt. Il est en grande partie boisé et culmine à vingt mètres de hauteur,.

## Les cités
Une cité a été bâtie à l'ouest de la fosse par la Compagnie de Drocourt. Après la Nationalisation, des logements supplémentaires ont été construits à côté des maisons de la compagnie.

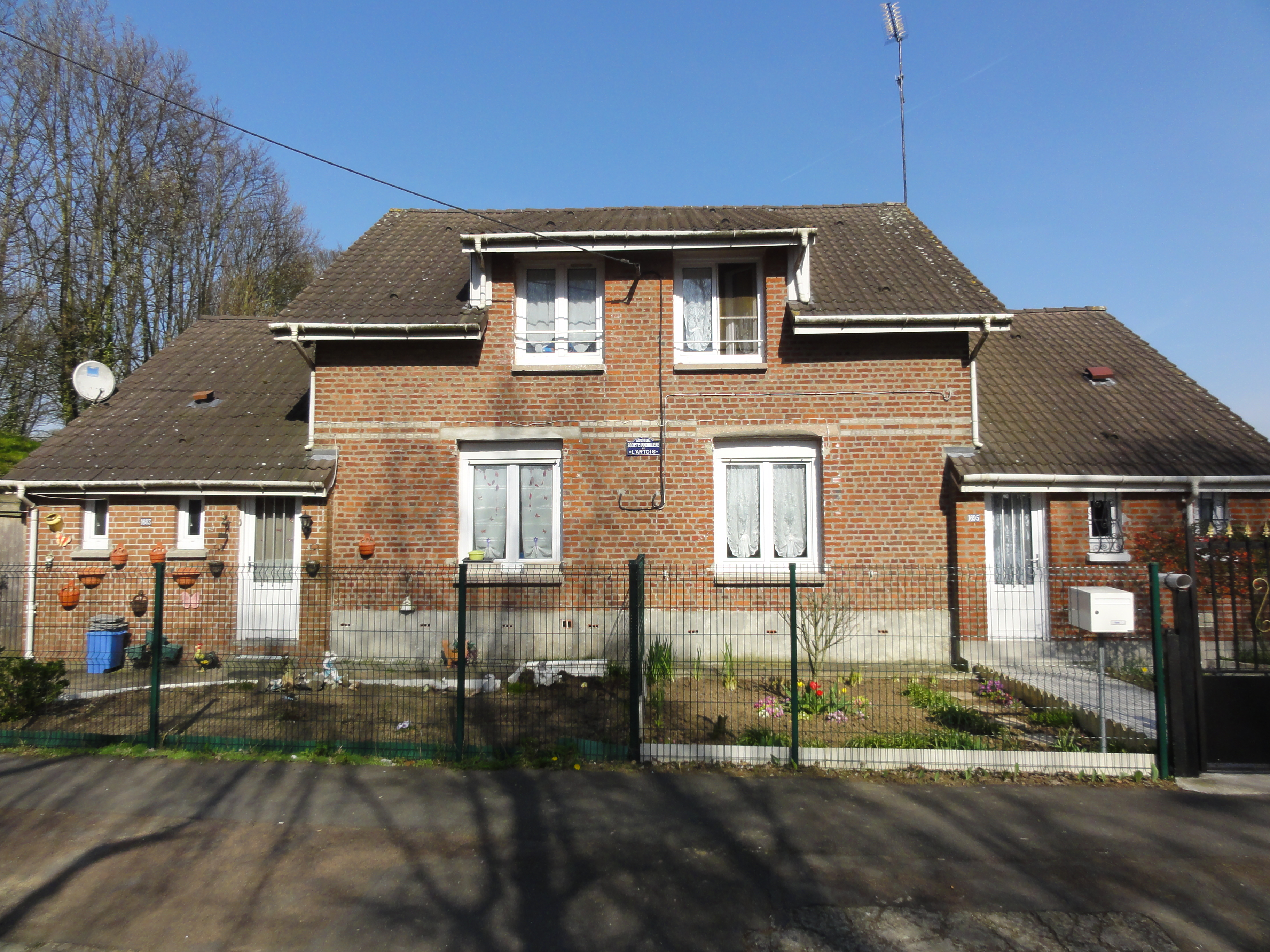
Des habitations groupées par deux.
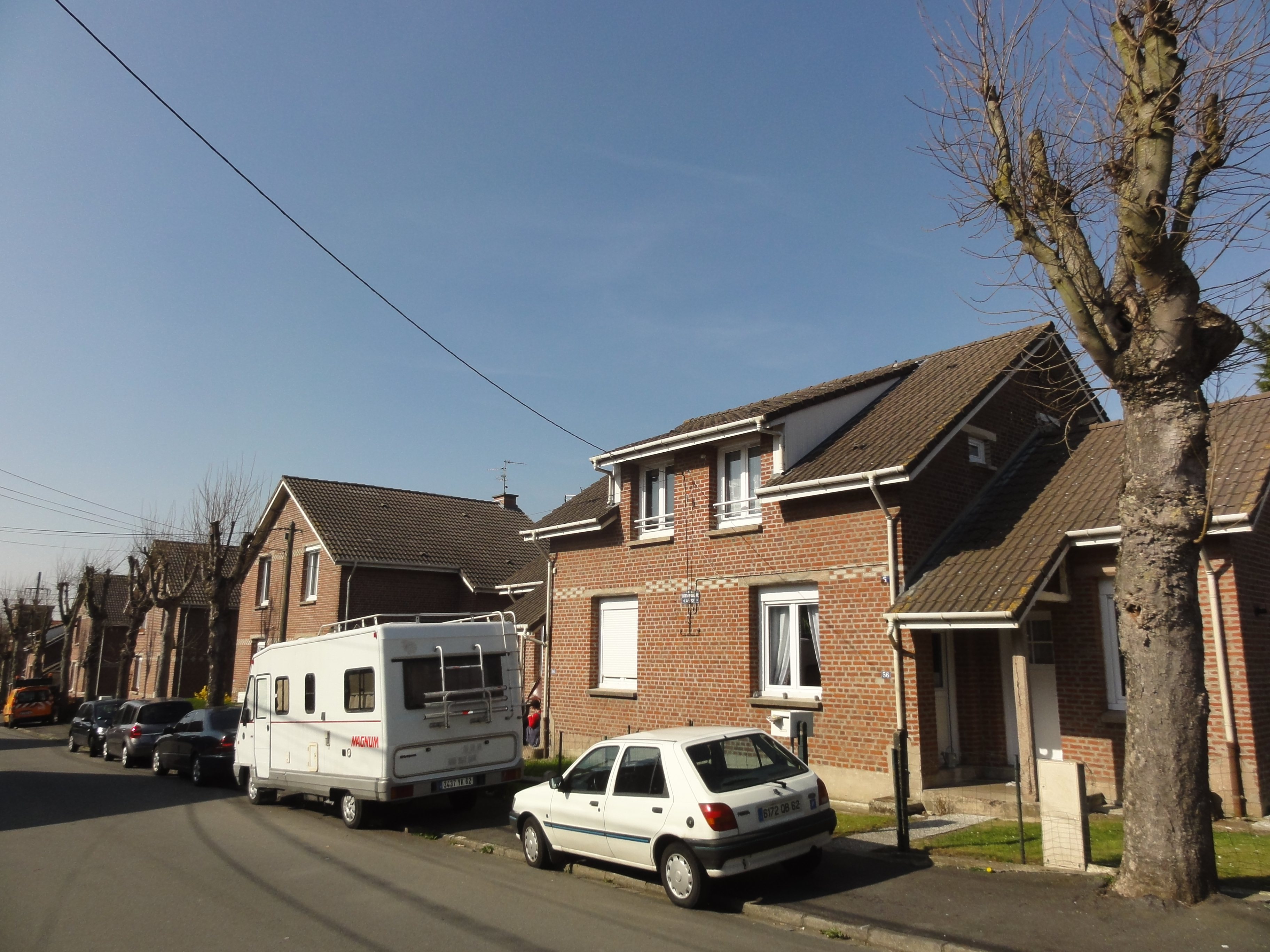
Des habitations groupées par deux.
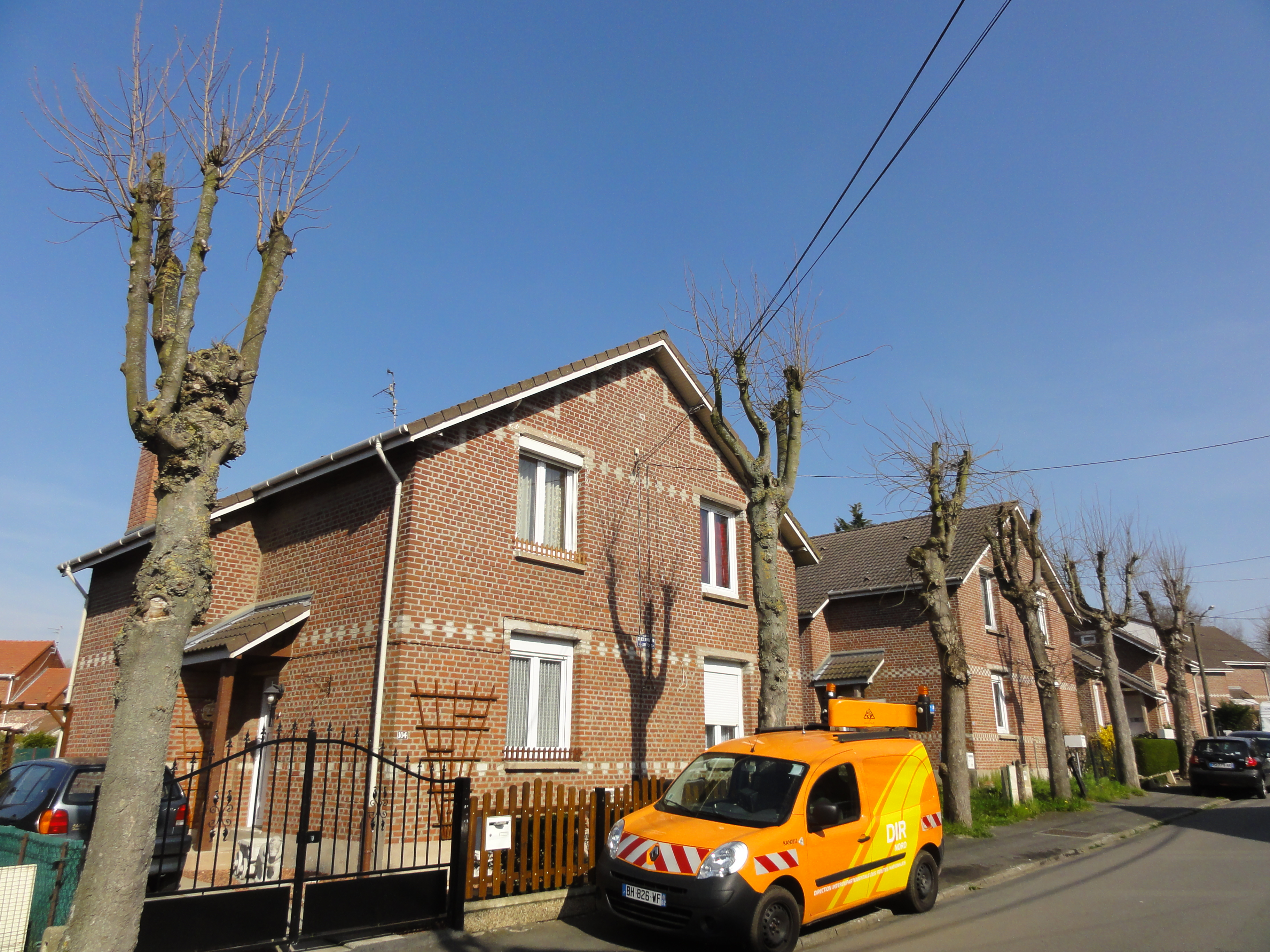
Des habitations groupées par deux.
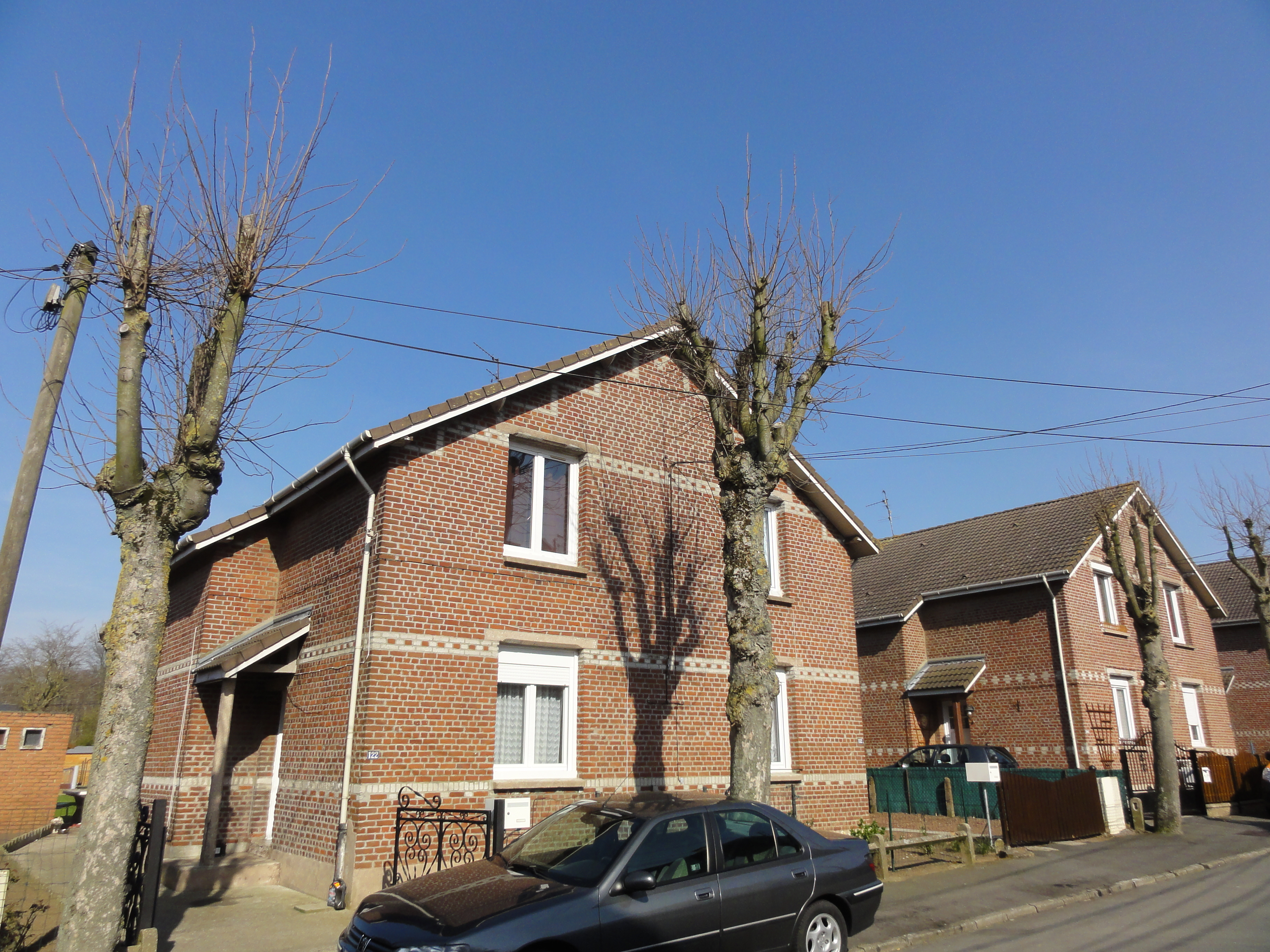
Des habitations groupées par deux.
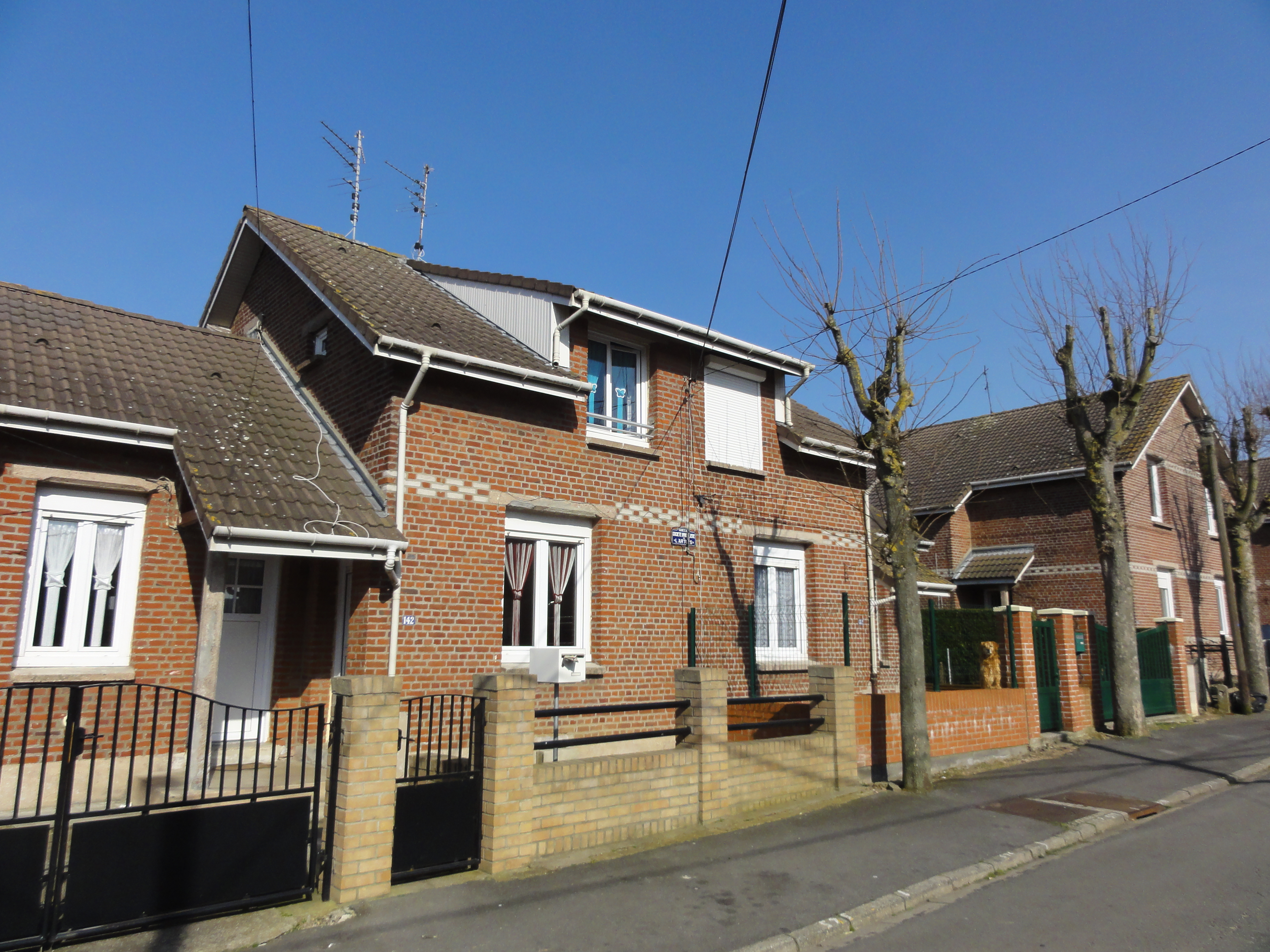
Des habitations groupées par deux.
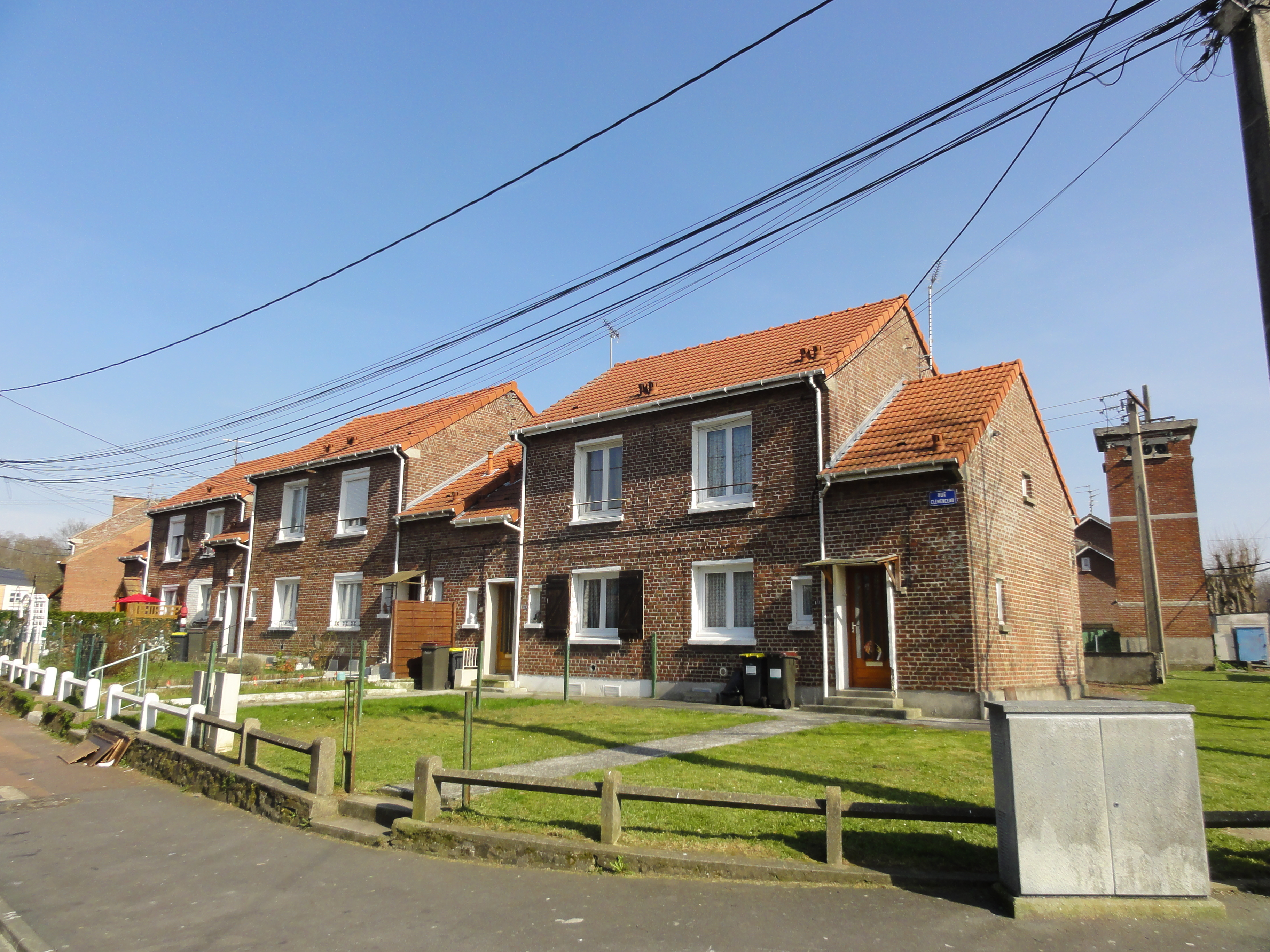
Des habitations post-Nationalisation.